# Ludwig Engländer
Ludwig Engländer (Viena, Austria, 20 de octubre de 1853 – 13 de septiembre de 1914) fue un músico estadounidense de origen austriaco, compositor de más de 30 musicales.
Nació en Viena, la capital de Austria. De acuerdo con su obituario que se publicó en el New York Times, estudió con Jacques Offenbach. Inmigró a Nueva York el 13 de octubre de 1882 y se hizo ciudadano estadounidense el 13 de febrero de 1891.
En la década de 1890 Engländer ya componía prolíficamente, tanto para los escenarios de Nueva York, como para canciones populares (muchas de las cuales fueron interpoladas en varias otras producciones, como A Trip to Chinatown). Hacia 1903, había recibido críticas por su «sonido teutónico», siendo esa quizás la razón de que volviese ocasionalmente a Viena hacia e final de su vida, para escribir musicales para el público vienés. Un año antes de su muerte, existen documentos que dan su residencia en Viena.
En el momento de su muerte estaba viviendo en Far Rockaway, en Queens, con su hermana.

## Obra
- Der Prinzgemahl (1883); revisada y traducida al inglés como The Prince Consort (1883)
- The Seven Ravens (1884)
- 1776 (1884)
- Madelaine, oder Die Rose der Champagne (1888)
- The Passing Show (1894)
- A Daughter of the Revolution
- The Twentieth Century Girl (1895)
- The Caliph (1896)
- Half a King (1896)
- In Gayest Manhattan, or Around New York in Ninety Minutes (1897)
- A Round of Pleasure (1897)
- The Little Corporal (1898)
- In Gay Paree (1899)
- The Man in the Moon (1899)
- The Rounders (1899)
- The Cadet Girl (1900)
- The Casino Girl (1900)
- The Monks of Malabar (1900)
- The Belle of Bohemia (1900)
- The New Yorkers (1901)
- The Strollers (1901)
- Sally in our Alley (1902)
- The Wild Rose (1902)
- The Girl from Dixie (1903)
- The Jewel of Asia (1903)
- The Office Boy (1903)
- A Madcap Princess (1904)
- The Two Roses (1904); escrita para Fritzi Scheff
- The White Cat (1905)
- Rich Mr. Hoggenheimer (1906)
- The Gay White Way (1907)
- Miss Innocence (1908)
- Vielliebchen (1911)
- Kittys Ehemänner (1912)
- Madam Moselle (1914)

También compuso numerosas canciones populares, junto con letristas como Sydney Rosenfeld, J. Cheever Goodwin o Harry Bache Smith.